# Colin Mounier
Pour les articles homonymes, voir Mounier.
Colin Mounier  est un directeur de la photographie français, né en 1942.

## Biographie
Ancien élève de l'IDHEC, Colin Mounier a commencé sa carrière au cours des années 1960 comme assistant opérateur (sur des films de Christian de Chalonge et Yves Boisset), puis cadreur notamment avec Peter Fleischmann pour Scènes de chasse en Bavière. 

## Filmographie partielle
Directeur de la photographie
- 1972 : Les Zozos, de Pascal Thomas
- 1972 : Pourquoi Israël de Claude Lanzmann
- 1973 : Pleure pas la bouche pleine de Pascal Thomas
- 1973 : Du côté d'Orouët, de Jacques Rozier
- 1974 : Le Chaud Lapin de Pascal Thomas
- 1976 : La Surprise du chef de Pascal Thomas
- 1976 : Les Naufragés de l'île de la Tortue de Jacques Rozier
- 1976 : Le Voyage au bout du monde de Jacques-Yves Cousteau et Philippe Cousteau
- 1977 : Un oursin dans la poche de Pascal Thomas
- 1978 : L'Allemagne en automne (collectif)
- 1979 : La Maladie de Hambourg (Die Hamburger Krankheit) de Peter Fleischmann
- 1981 : Le Maître d'école  de Claude Berri
- 1993 : Mercedes mon amour de Tunç Okan